# Bolbotritus bainesi
Bolbotritus bainesi là một loài bọ cánh cứng trong họ Cerambycidae.